# Digonodes ragona
Digonodes ragona är en fjärilsart som beskrevs av William Schaus 1901. Digonodes ragona ingår i släktet Digonodes och familjen mätare. Inga underarter finns listade i Catalogue of Life.